# Polymorphus diploinflatus
Polymorphus diploinflatus är en hakmaskart som beskrevs av Lundstrom 1942. Polymorphus diploinflatus ingår i släktet Polymorphus och familjen Polymorphidae. Inga underarter finns listade i Catalogue of Life.